# IC 1508
IC 1508 — галактика типу Sd () у сузір'ї Пегас.
Цей об'єкт міститься в оригінальній редакції індексного каталогу.